# 속초시·인제군·고성군·양양군
속초시·인제군·고성군·양양군은 대한민국의 국회의원 선거구이다. 강원특별자치도 속초시, 인제군, 고성군, 양양군을 관할한다. 현직 국회의원은 국민의힘의 이양수이다.

## 역사
대한민국 제21대 국회의원 선거를 앞두고 속초시·고성군·양양군 선거구가 인구 하한선을 밑돌게 되면서 선거구 개편이 불가피해졌다. 선거구 획정위원회가 제시한 원안에서는 6개 시군인 속초시, 철원군, 화천군, 양구군, 인제군, 고성군이 한 선거구로 묶였다. 그러나 선거구가 지나치게 방대하여 지역 대표성이 떨어지는 문제와 사실상 경기북부 생활권으로 분류되는 철원군과 영동 지방에 해당하는 속초시와 고성군이 모두 한 선거구에 묶이면서 생활권과 문화, 지역 정서 등이 일치하지 않는 문제 등이 지적되었다. 이러한 문제로 인해 속초시, 인제군, 고성군, 양양군이 다시 하나의 선거구를 구성하게 되면서 본 선거구가 신설되었다.

## 관할 구역
| 대수  | 관할 구역                                       |
| ----- | ----------------------------------------------- |
| 21대~ | 속초시 일원 인제군 일원 고성군 일원 양양군 일원 |

## 역대 국회의원
| 선거   | 정당 | 정당       | 의원   |
| ------ | ---- | ---------- | ------ |
| 2020년 |      | 미래통합당 | 이양수 |
| 2024년 |      | 국민의힘   | 이양수 |

## 역대 선거 결과

### 대한민국 제21대 국회의원 선거
|  | 52.56% |

|  | 44.19% |

|  | 2.19% |

|  | 1.04% |

### 대한민국 제22대 국회의원 선거
|  | 55.84% |

|  | 44.15% |